# Рудаков, Аполлинарий Васильевич
Аполлина́рий Васи́льевич Рудако́в (1871—1949) — русский китаевед и маньчжурист. Директор Восточного института (1906—1917).

## Биография
Родился 9 июня 1871 года в городе Ленкорань Бакинской губернии в небогатой семье Василия Трофимовича Рудакова, служащего транспортной конторы, и его супруги Капитолины Ивановны, дочери священника. В 1883 году, после смерти вследствие тяжёлого ожога Василия Трофимовича, семья перебралась в Санкт-Петербург. В Петербурге Аполлинарий поступил в седьмую гимназию и наряду с учёбой давал частные уроки, чтобы прокормить семью. В гимназии проявил исключительные лингвистические способности и изучил греческий, французский, латинский и немецкий языки. Был дружен с Анатолием Арсеньевым — старшим братом В. К. Арсеньева, их дружба продолжалась и во Владивостоке.
В 1891 году, после окончания седьмой классической гимназии, А. В. Рудаков поступил на восточный факультет Петербургского университета, где обучался по китайско-монгольско-маньчжурскому разряду под руководством крупнейших востоковедов того времени — китаиста В. П. Васильева, доктора монгольской и калмыцкой словесности А. М. Позднеева, специалиста по Маньчжурии и Тибету А. О. Ивановского, лектора-китайца Гао Иньции. Во время обучения в вузе  лингвистические способности А. В. Рудакова проявились ещё ярче — к моменту окончания университета он знал латинский, греческий, немецкий, французский, английский, китайский, маньчжурский, монгольский и калмыцкий языки. Вуз он окончил в 1896 году с дипломом первой степени и с отличными баллами по выпускным экзаменам.
По окончании университета А. В. Рудаков вместе с П. П. Шмидтом были направлены в трёхгодичную командировку в Пекин для совершенствования своих знаний по китайскому языку, культуре и истории страны, а также для ознакомления с важнейшими практическими пособиями и методами преподавания китайского языка иностранцами. Летом 1900 года была опубликована его первая книга, созданная по материалам китайской командировки, — «Общество И-Хэтуань и его значение в событиях на Дальнем Востоке».
Указом императора Николая II от 13 августа 1899 года 28-летний Рудаков был назначен исполняющим должность профессора китайского языка Восточного института, созданного А. М. Позднеевым, его учителем. В институте читал лекции по истории, географии и этнографии Востока, китайской филологии, современной истории Китая, Кореи, Японии, социально-экономической и культурной истории Маньчжурии. Неоднократно совершал научные командировки в Китай, в частности проехал в кибитке через Монголию и пустыню Гоби, проплыл на пароходе через Шанхай и Нанкин по реке Янцзы. В мае—июне 1900 года посетил Южную Маньчжурию, где был свидетелем движения Ихэтуаней. Среди прочего, занимался изучением книгохранилищ и архивов резиденций маньчжурских императоров в Мукдене, Хуньчуне и Цицикаре. Часть книг из этих хранилищ, пострадавших от боевых действий русско-японской войны, была вывезена им в Россию и пополнила библиотеку Восточного института. 
В 1904 году Рудаков был официально утверждён в должности профессора. В 1905 году при его активном участии был урегулирован конфликт между преподавателями Восточного института и революционно настроенными студентами. Во многом благодаря этому год спустя, в 1906 году, он был избран новым директором института на смену Д. М. Позднееву — брату А. М. Позднеева, который подал в отставку из-за студенческих выступлений. Занимал пост директора 11 лет, вплоть до революции 1917 года. На этом посту внёс большой вклад в развитие института. Были обустроены и расширены общежития для стипендиатов, создана дешёвая студенческая столовая, оборудована типография с уникальными восточными шрифтами. Была значительно пополнена институтская библиотека, в ней, в частности, были собраны уникальные китайские, маньчжурские и тибетские ксилографы. При Рудакове библиотека Восточного института стала одним из лучших востоковедных хранилищ мира, соперничая с фондом восточных рукописей Британского музея (а по хранению маньчжурских рукописей — даже превосходя его). Активно развивалось международное сотрудничество — институт обменивался научной информацией с Неаполитанским Восточным институтом, Императорской библиотекой Японии, Токийским, Киотским и Берлинским университетами.
Ещё одним достижением А. В. Рудакова на посту директора стало открытие в институте двух новых научных направлений — японоведения и корееведения. Восточный институт стал одним из первых в стране высших учебных заведений, где преподавались японский и корейский языки. Несколько раньше их начали преподавать в Петербургском университете. Но там (в отличие от Восточного института), во-первых, занятия вели только носители языка из состава японской и корейской дипломатических миссий, а во-вторых, изучался только письменный, а не разговорный, язык. Началось при Рудакове и преподавание в институте монгольского языка, организованное профессором Г. Ц. Цыбиковым.
В 1918 году на базе Восточного института был создан восточный факультет Государственного Дальневосточного университета. Бывший директор Восточного института А. В. Рудаков был назначен профессором китайской языка и китаеведения этого факультета, проработав там до самого закрытия ГДУ в июле 1939 года. На восточном факультете ГДУ читал следующие курсы: «Торгово-промышленная деятельность Китая, коммерческая и таможенная терминология и документы», «Коммерческая и деловая корреспонденция», «Интерпретация текстов по Вэду (курс практический)», «Разговорный, современный официальный литературный китайский язык „Гунь-хуа-чжи-нань“, мандаринское наречие, гофюй и фонетика мандаринского наречия, торговые и официальные документы», «Основные элементы китайского литературного языка, газетный стиль, чтение современных газет, пересказ на бай-хуа (практический стиль)».
После расформирования ГДУ преподавал китайский язык на военном отделении Институт востоковедения, впоследствии — на курсах военных переводчиков Тихоокеанского флота.
В течение многих лет являлся экспертом и переводчиком во Владивостокском суде по китайским делам; впервые перевёл на китайский язык часть советского Кодекса законов о труде (статьи 69—151).
После установления во Владивостоке советской власти у профессора был отобран построенный им двухэтажный домик на Голубинке. В 1935 году А. В. Рудакову предоставили квартиру на первом этаже Дома специалистов на улице Суханова, где он и прожил до самой смерти. В 1946 году, за три года до смерти, опубликовал в газете «Красное знамя» статью с призывом восстановить Восточный институт, однако власти проигнорировали этот призыв. Возрождение института произошло только в 1990-х годах, когда был создан Восточный институт ДВГУ (ныне — Восточный институт — Школа региональных и международных исследований ДВФУ).
А. В. Рудаков, видимо, первым в России приступил к специальному исследованию классического китайского романа «Сон в красном тереме». На протяжении всей жизни он готовил полный перевод романа на русский язык, который был утрачен в 1930—1940-х годах.
Скончался 11 мая 1949 года во Владивостоке. Похоронен на Морском кладбище.
А. В. Рудаков — автор 22 учебных пособий, руководств и словарей, множества статей. Опубликовал и ввёл в научный оборот множество текстов на китайском языке. В 1903 году в Петербургском университете ему была присвоена учёная степень магистра китайской словесности — за работу «Материалы по истории китайской культуры в Гиринской провинции». Среди его учеников — синологи Б. И. Панкратов, И. Г. Баранов, А. П. Хионин, А. Спицын, А. В. Маракуев, Н. К. Новиков, М. И. Сладковский, Г. Ф. Астафьев, Р. В. Вяткин.

## Семья
Дочь — Татьяна Аполинарьевна Каракаш (урождённая Рудакова). Внучка — Екатерина Дмитриевна Каракаш, в 2009 году с отличием окончила факультет японоведения Восточного института ДВГУ, ныне преподаёт японский язык в одном из вузов Москвы.

## Память
В 2000-х годах в Восточном институте ДВГУ был открыт кабинет памяти А. В. Рудакова.